# Núi Richard-Molard
Núi Richard-Molard, còn được gọi là Núi Nimba, là một ngọn núi dọc biên giới Bờ Biển Ngà và Guinea ở Tây Phi. Đỉnh cao nhất cho cả hai quốc gia và của dãy Nimba là 1.752 m (5.748 ft). Ngọn núi này là một phần của Cao nguyên Guinea, nằm giữa biên giới giữa hai quốc gia và Liberia. Các khu định cư lớn gần nhất là thị trấn Yekepa ở phía tây Liberia, Bossou và N'Zoo ở Guinea.

## Tên gọi
Ngọn núi được đặt theo tên của nhà địa lý người Pháp Jacques Richard-Molard, người đã chết trong một vụ tai nạn tại địa điểm núi năm 1951. Trước đó, nó được gọi là Núi Nouon.

## Địa chất
Ngọn núi này rất giàu quặng sắt và coban. Sự pha trộn của các tấm thạch anh giàu sắt, đá phiến và gneiss granit đã đặc trưng cho quá trình sinh sản địa chất. 

## Bảo tồn
Núi Richard-Molard nằm trong Khu bảo tồn thiên nhiên nghiêm ngặt Mount Nimba, hiện có diện tích 17.540 ha, và nằm ở biên giới Guinea và Bờ biển Ngà.

## Di sản thế giới
Khu bảo tồn thiên nhiên nghiêm ngặt Mount Nimba là một địa điểm có giá trị phổ biến vượt trội và do đó được đề cử vào Danh sách Di sản Thế giới năm 1981 . Nó đã được liệt kê là Di sản Thế giới trong Nguy hiểm từ năm 1992.
Địa điểm này đã được thêm vào "Danh sách đề xuất" của Guinea để xem xét tình trạng Di sản Thế giới của UNESCO vào ngày 29 tháng 3 năm 2001, trong danh mục văn hóa.
Khu bảo tồn thiên nhiên nghiêm ngặt Mount Nimba đã được liệt kê là Di sản Thế giới ở cả Guinea và Bờ biển Ngà, theo tiêu chí di sản thiên nhiên.